# Friedrich Janke
Pour les articles homonymes, voir Janke.
Friedrich Janke (né le 19 avril 1931 à Skorodnica en Pologne) est un athlète allemand, spécialiste des courses de fond. 

## Biographie
Il participe aux Jeux olympiques de 1960, et se classe quatrième de la finale du 5 000 mètres.
Il remporte la médaille d'argent du 10 000 mètres lors des championnats d'Europe de 1962, à Belgrade, devancé par le Soviétique Pyotr Bolotnikov.
Après sa carrière d'athlète, il est devenu entraîneur. Il a formé des athlètes comme Gunhild Hoffmeister, Ulrike Bruns et Uta Pippig [2].

### Palmarès
| Date | Compétition           | Lieu     | Résultat | Épreuve  | Performance   |
| ---- | --------------------- | -------- | -------- | -------- | ------------- |
| 1960 | Jeux olympiques       | Rome     | 4e       | 5 000 m  | 13 min 46 s 8 |
| 1962 | Championnats d'Europe | Belgrade | 2e       | 10 000 m | 29 min 1 s 6  |

### Records
| Épreuve | Performance   | Lieu | Date |
| ------- | ------------- | ---- | ---- |
| 5 000 m | 13 min 42 s 4 |      | 1959 |